# The Maccabees
The Maccabees byla indie rocková kapela pocházející z anglického Londýna. Doposud vydali čtyři studiová alba, Colour It In v roce 2007, po kterém následovalo album Wall of Arms vydané 4. května 2009 a Given to the Wild, které vyšlo 9. ledna 2012. Jejich poslední album Marks to Prove It vyšlo 31. července 2015

## Název
Název kapely vybrali, když zběžně listovali Biblí a vybrali náhodné slovo. Přestože zvolili jméno, které má náboženské pozadí, tak hlavní zpěvák kapely, Orlando Weeks, nedávno[kdy?] potvrdil, že žádný člen kapely není pobožný. Jejich texty často obsahují ateistická témata.

## Členové

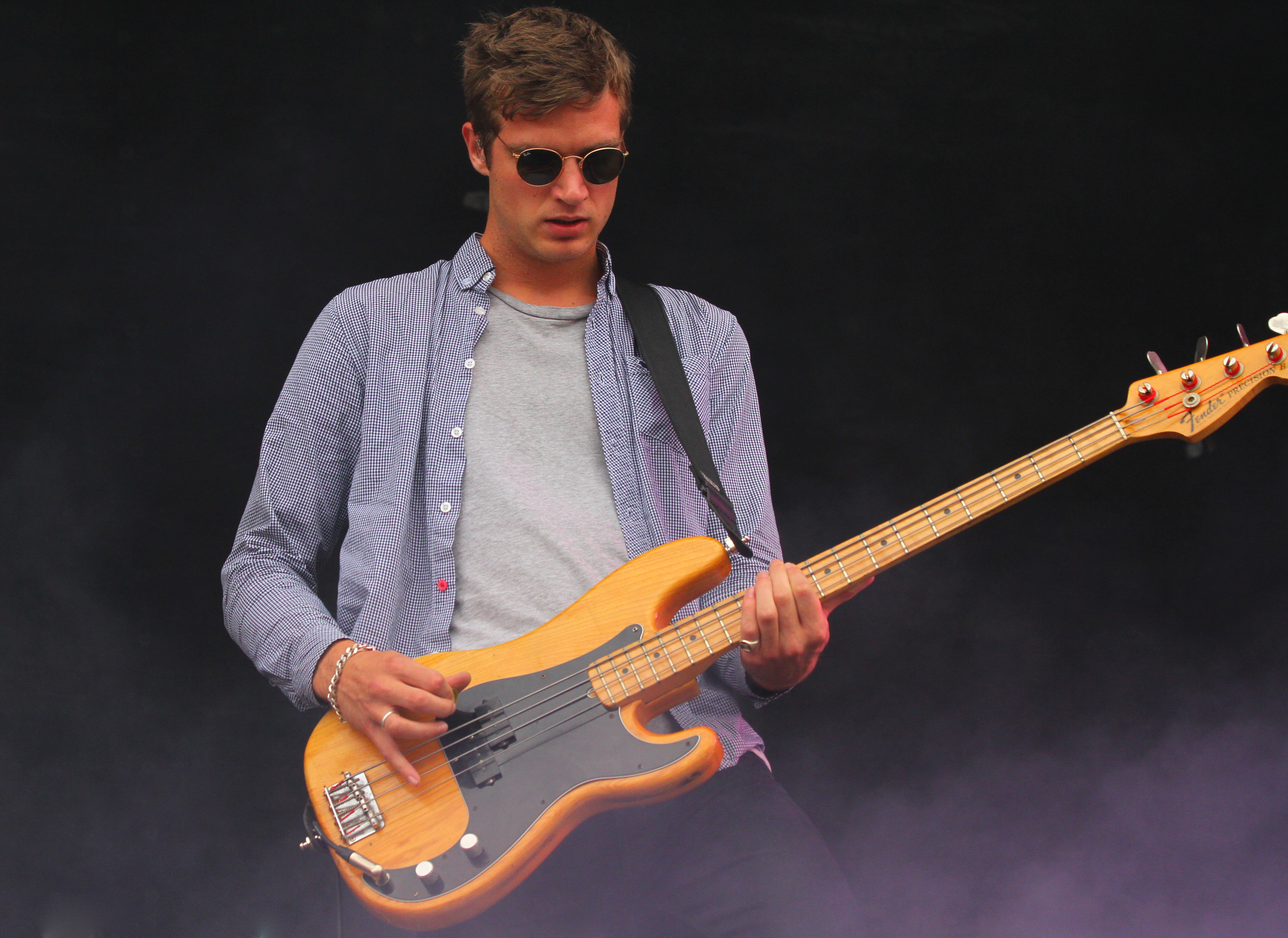
Rupert Jarvis na festivalu v Rakousku, 2012

- Orlando Weeks – zpěv, kytara (2004–2017)
- Hugo White – kytara, doprovodný zpěv (2004–2017)
- Felix White – kytara, doprovodný zpěv (2004–2017)
- Rupert Jarvis – basová kytara (2004–2017)
- Sam Doyle – bubny (2008–2017)
- Robert Dylan Thomas – bubny (2004–2008)
- Will White – klávesy a sampler (2010–2013)

## Diskografie

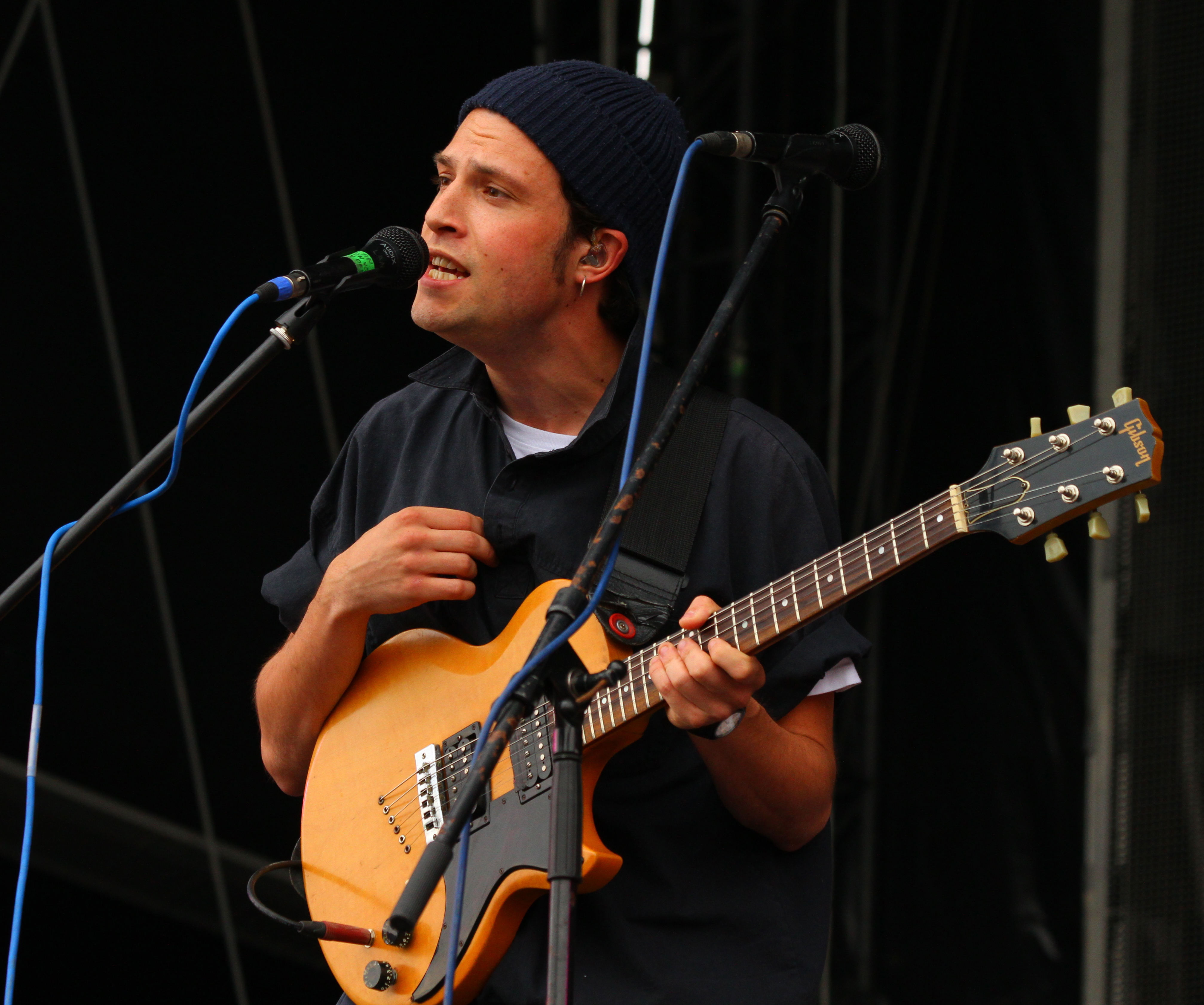
The Maccabees, 2012

- Colour It In (2007)
- Wall of Arms (2009)
- Given to the Wild (2012)
- Marks to Prove It (2015)